# Jarosław Siek
Jarosław Siek (ur. 4 lipca 1975 r. w Lublinie) – pisarz, poeta, autor bajek, scenariuszy komiksów i wierszy dla dzieci. 

## Życiorys
Jako pisarz zadebiutował w 2009 roku bajką Gość z Zamościa. Jeszcze w tym samym roku została wydana bajka Żurawie z Gdańska z audiobookiem nagranym przez Mirosława Bakę. W 2012 roku z okazji piłkarskich mistrzostw Europy napisał bajkę Piłka, bajka, gol, czytaną przez Katarzynę Bujakiewicz w ramach akcji „Bajki w bramce”, o której reportaż pojawił się w „Wydarzeniach” Polsatu. W 2014 roku pod patronatem TVP ABC ukazała się bajka Piłkarskie mistrzostwa Europy na wesoło. W 2016 roku wydał serię bajek o polskich reprezentacjach narodowych pt. „Drużyna orłów”, o której relacje ukazały się w „Teleranku”, Radiu Złote Przeboje i Radiu Eska. W 2017 roku miał już w swoim dorobku 50 książek. Na podstawie dziewięciu z nich powstały filmy animowane. Z okazji 10-lecia pracy artystycznej w dniach 25-26 kwietnia 2019 roku w Książnicy Zamojskiej odbył się z udziałem autora cykl wydarzeń literackich dla dzieci pt. „Biblioteka w rękach Sieka”. W 2020 roku komiks Drużyna orłów. Jak zostać mistrzem świata w siatkówce prezentowany był w Polsacie Sport. Na jego podstawie powstała bajka animowana o tym samym tytule, do której emisji prawa nabyły stacje Polsat i TVP.